# René Philoctète
Pour les articles homonymes, voir Philoctète (homonymie).
René Philoctète (1932-1995) est un poète, dramaturge, romancier et journaliste haïtien.

## Biographie
René Philoctète est né le 16 novembre 1932 à Jérémie .
Il est cofondateur du mouvement littéraire Spiralisme avec Jean-Claude Fignolé et Frankétienne dans les années 1960.
Puis il est membre fondateur du mouvement Haïti Littéraire du début des années 1960 avec Anthony Phelps, Roland Morisseau, Serge Legagneur, Davertige et Auguste Ténor. Durand le régime des Duvalier père et fils, il quitte Haïti  pour le Québec et y retrouve des membres de son mouvement littéraire, Anthony Phelps et Auguste Ténor, qui ont été emprisonnés avant de devoir s'exiler. I y écrit son roman intitulé Ces îles qui marchent,.
Il se rend ensuite à Buenos Aires pour recevoir le prix du Parlement argentin.
Poète humaniste, sensible à la beauté des choses, au temps qui passe et à la relation entre hommes et femmes, il est également romancier et dramaturge et compose des pièces de théâtre.
Après la fin de la dictature des Duvalier (père et fils), il tient une rubrique dans le journal Le Nouvelliste, qui aborde sous la forme d'une chronique, le quotidien des faits et gestes des politiques haïtiens.
René Philoctète meurt à Port-au-Prince le 17 juillet 1995.

## Œuvres

### Romans
- Le Huitième Jour. Port-au-Prince: Éditions de l'an 2000, 1973.
- Le Peuple des terres mêlées. Port-au-Prince: Deschamps, 1989.
- Une saison de cigales. Port-au-Prince: Éditions Conjonction, 1993.
- Entre les Saints des Saints. Préface d’Évelyne Trouillot, Paris : Éditions Le Temps des Cerises, 2017 (inédit[4]).

### Poésie
- Saison des hommes. Port-au-Prince: s.n., 1960.
- Margha. Illustrations de Luckner Lazard. Port-au-Prince: Art Graphique Presse, 1961.
- Les Tambours du soleil. Port-au-Prince: Imprimerie des Antilles, 1962; Mis en scène par Faubert Bolivar, 1999 à Port-au-Prince.
- Promesse. Port-au-Prince: s.n., 1963
- Et caetera. Port-au-Prince: s.n., 1967; Port-au-Prince: Atelier Fardin, 1974.
- Ces îles qui marchent. Port-au-Prince: Spirale, 1969; Port-au-Prince: Éditions Mémoire, 1992.
- Margha; Les tambours du soleil; et Ces îles qui marchent. (réimprimés en facsimile avec des poésies de René Depestre, Roger Dorsinville et Roland Morisseau). Nendeln: Kraus Reprint, 1970.
- Herbes folles. Port-au-Prince: s.n. 1982.
- Ping-Pong politique. Port-au-Prince: s.n., 1987.
- Caraïbe. Port-au-Prince: s.n., 1982; Port-au-Prince: Éditions Mémoire, 1995.
- Anthologie poétique. Édition établie et présentée par Lyonel Trouillot. Paris: Actes Sud, 2003.

### Nouvelles
- Il faut dès fois que les dieux meurent. (« La petite sœur aux cheveux corbeaux », « Les fiancés du Maquis de Château », « Les alouettes du miroir », « Fleurs de quénepiers et mariage d'enfants », « Le Président et les ballons stupides », « Il faut dès fois que les dieux meurent »). Port-au-Prince: s.n., 1992.

### Théâtre
- Rose morte. Port-au-Prince: 1962, texte miméographié.
- Boukman, ou le rejeté des enfers. Port-au-Prince: 1963, texte miméographié.
- Escargots. Port-au-Prince: 1965, texte miméographié.
- Monsieur de Vastey. Port-au-Prince: Éditions Fardin, 1975.